# Guérassime Vdovenko
Guérassime Andreïevitch Vdovenko (en russe : Герасим Андреевич Вдовенко), né le 4 mars 1867 et mort le 22 janvier 1946, était un officier militaire russe, membre de l'armée blanche, ataman de l'armée cosaque du Terek. Il collabora ensuite avec les Nazis pendant la Seconde Guerre mondiale.

## Biographie
Né dans la stanitsa Gossoudarstvennaïa, il est diplômé en 1888 de l'école cosaque de Stavropol, et reçoit le grade de cornet dans le 1er régiment de Kizlyar-Grebensky. En 1893, il est sotnik, et, en 1900, il devient podiessaoul. Il participe à la guerre russo-japonaise, au cours de laquelle il est promu iessaoul. À partir de 1909, il sert dans le 1er régiment de la Volga. Il combat lors de la Première Guerre mondiale. En 1915, il reçoit le grade de colonel.

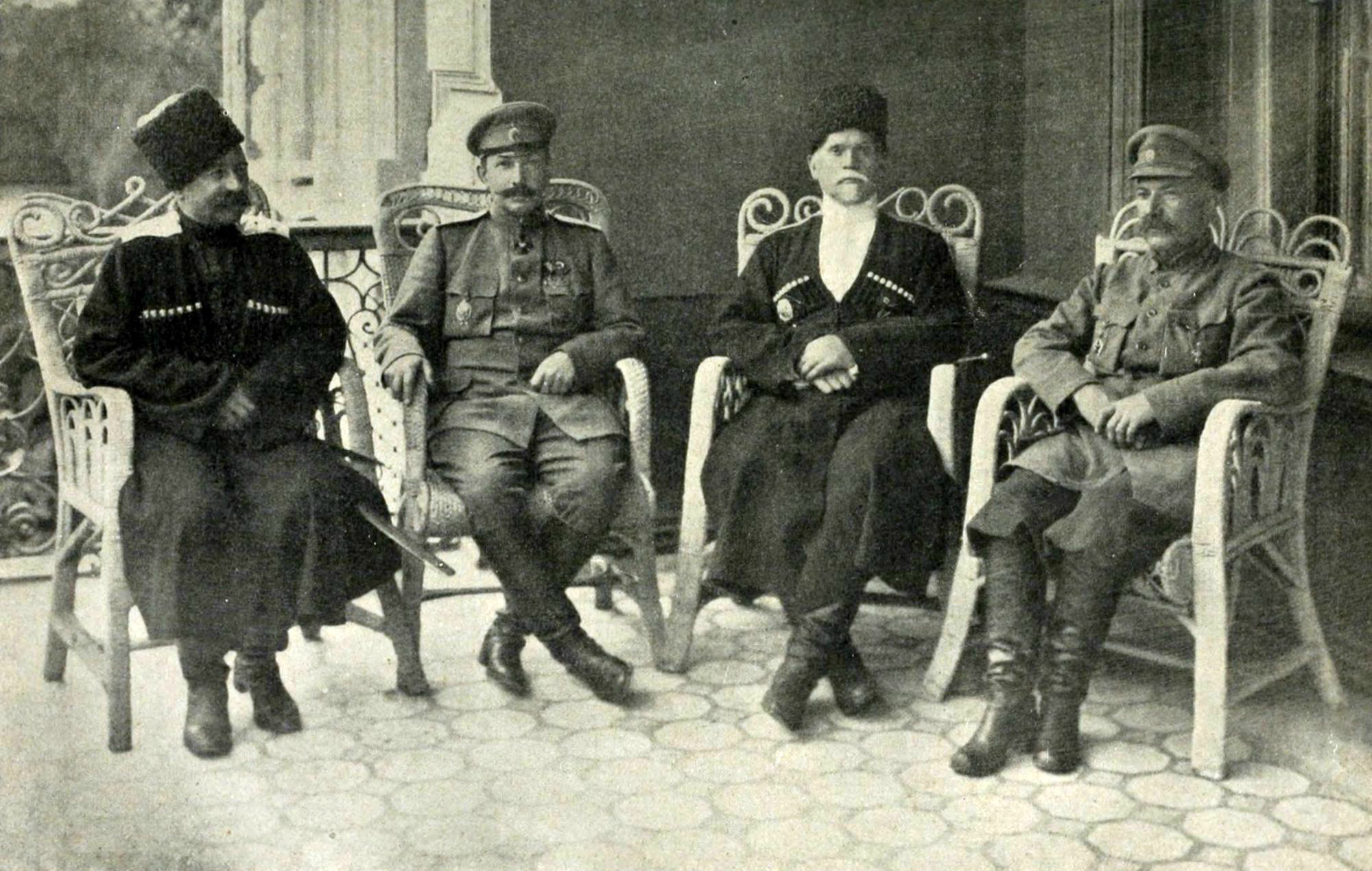
Les atamans militaires des troupes cosaques de l'armée blanche - l'armée du Terek - Guerassime Vdovenko, l'armée du Don - Afrikan Bogaïevski, l'armée du Kouban - Alexandre Filimonov, l'armée d'Astrakhan - N. V. Liakhov.

En 1918, il prend part au soulèvement du Terek. En automne 1918 il est nommé général-major. Il commande les unités cosaques du Terek dans l'armée des volontaires de Dénikine et l'armée russe de Wrangel. En 1919, il est promu lieutenant général. Il quitte la Crimée lors de l'évacuation de l'armée blanche. Il vit ensuite en exil en Yougoslavie et refuse d'être évacué avec les troupes allemandes quittant Belgrade à la fin de la Seconde Guerre mondiale.
Il est arrêté par les services soviétiques et condamné à 10 ans de prison. Il meurt dans les camps du NKVD.